# زبان‌گاوی چهارشیار
زبان‌گاوی چهارشیار (نام علمی: Cynoglossus attenuatus) نام یک گونه از سرده کفشک زبان‌گاوی است.